# Герб Секейского края
Герб секеев (венг. Székely címer; рум. Stemă secuilor) — символ венгерской секейской общины Румынии. Представляет собой синий герб с золотой восьмиконечной «звездой-солнцем» и серебряным полумесяцем, которые воспринимаются как древние символы секеев. Разработанный Адамом Коньей, Национальный совет секеев принял его в 2004 году, и с тех пор он является символом народа секеев.
Утверждается, что символы герба являются традиционными символами секеев. Полумесяц и солнце использовались по крайней мере с XV века в Трансильвании. Однако использование «солнечной звезды», как её определил Конья, вызывает споры, поскольку не соответствует геральдическим правилам.

## Дизайн
Герб секеев был разработан Адамом Конья и официально принят в 2004 году. Он состоит из синего фона с восьмиконечной звездой и полумесяцем. По словам Коньи, восьмиконечная «солнце-звезда» символизирует восемь исторических мест секеев (Бардок-Миклошваршек, Чикшек, Гердьошек, Кездишек, Марошек, Орбайшек, Сепсишек и Удвархелишек).
Полумесяц и солнце считались секейскими символами ещё в XVI веке. Фактически, в 1580 году они появились как составные части герба княжества Трансильвания, а трансильванский сейм принял их в качестве официальных символов секеев в 1659 году. Впоследствии полумесяц и солнце начали появляться на флагах и гербах регионов с компактным проживанием секеев.
Эксперты подвергли критике то, что солнце, представленное на гербе и флаге секеев, не соответствует геральдическим правилам (хотя во многих символах финно-угорских народов оно используется), поскольку символ не является геральдическим солнцем и напоминает не звезду, а узоры тканей секеев.

## История

Флаг на основе герба секеев XV века.

Одним из первых символов секеев является герб XV века, состоящий из руки в латном доспехе, держащей меч на красном фоне, который держит золотую корону, сердце и голову медведя; по обе стороны от медведя находятся восходящая луна и шестиконечная звезда. Возможно, данный герб популяризирол эти цвета и символы среди других военных флагов секеев того времени.
Однако якобы современный герб с солнцем и полумесяцем был подарен секеям императором Священной Римской империи Сигизмундом в 1437 году в награду за их верность и военные труды.
В 2003 году был создан Национальный совет секеев. Он принял герб и флаг Секейского края за авторством Коньи, основанные на старых эмблемах секеев, в качестве своих собственных символов.
Впоследствии, поскольку Национальный совет является главным сторонником секейского движения за автономию, эти символы вскоре стали выражением секейской сплоченности, сотрудничества и самоидентификации. В то время как популярность герба начала постепенно расти, пресса и люди стали называть его «гербом секеев». 5 сентября 2009 года секейская организация провозгласила эти символы гербом и флагом Секейского края.